# Rambla (revista)
Rambla fue una revista de historietas publicada en España desde 1982 hasta 1985, que formó parte del llamado boom del cómic adulto en España difundiendo exclusivamente material de autores autóctonos, pero muy variado. Otras publicaciones derivadas de la revista Rambla fueron Rampa-Rambla; Rambla Quincenal; Rambla Rock; Rambla Cómics USA, y las colecciones de libros Rambla Blanco y Negro y Rambla Color, editadas por García y Beá Editores S.A. o por Ediciones Rambla S.A.

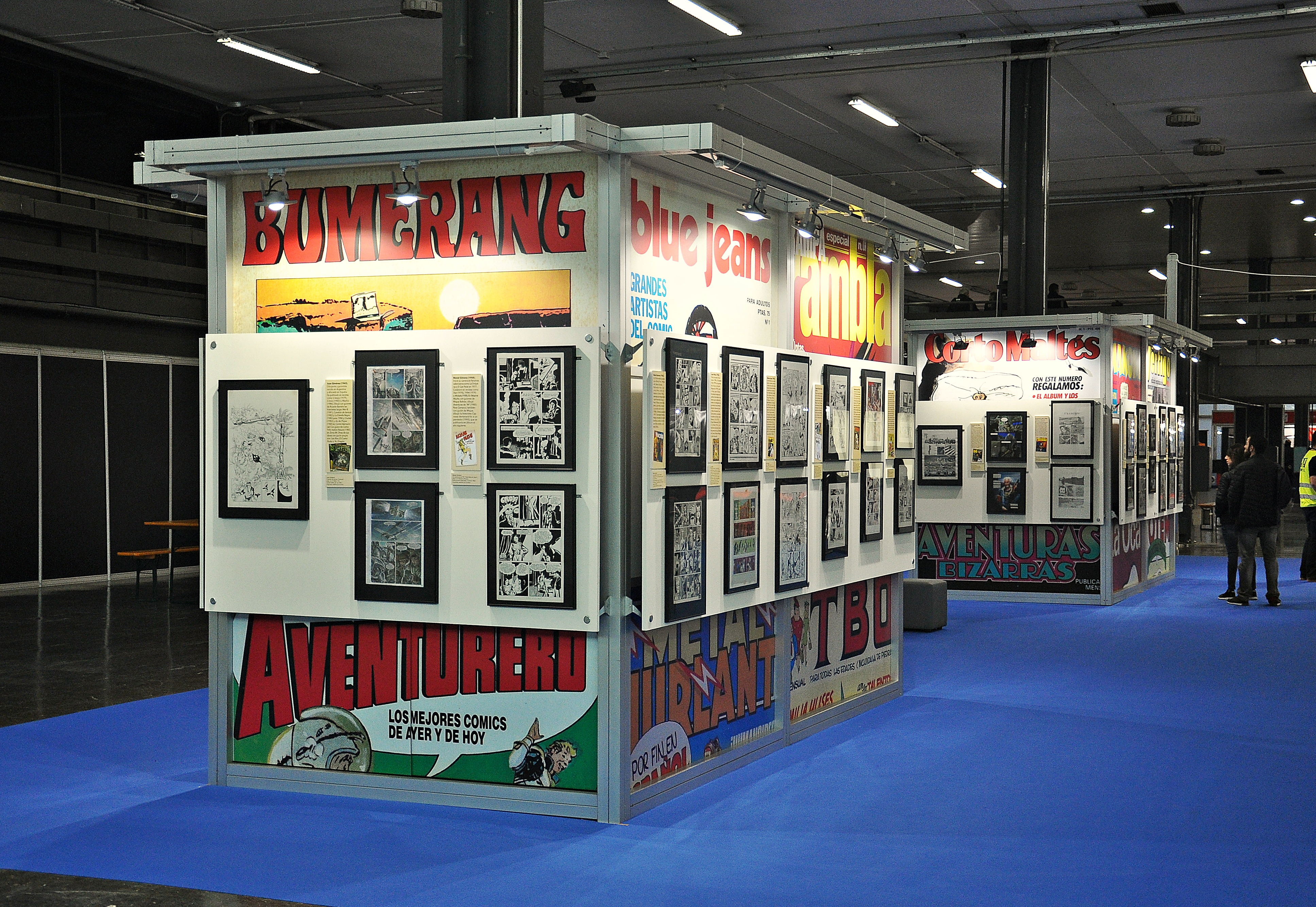
Imagen de la ed. del 2018 del Salón Internacional del Cómic de Barcelona.

## Trayectoria
La revista fue fundada por Adolfo Usero, Josep María Beà, Alfonso Font, Carlos Giménez y Luis García con la intención de "emular la hazaña cooperativista de Los Humanoïdes Asocies en Francia". Contaron para ello con la colaboración de Roberto Rocca, editor de Metal Hurlant, quien puso los medios materiales. Editada por Distrinovel hasta el número 6, los créditos de la revista informan que fue dirigida por Luis García, siendo la dirección artística de Josep María Beá.
Su primer número se presentó oficialmente en la Fundación Joan Miró, de Barcelona, con la asistencia de Josep María Bea, Alfonso Font, Luis Garcia, Adolfo Usero y Ventura y Nieto, además de Hugo Pratt, que se hallaba entonces en la ciudad con motivo de su Salón del Cómic.
| Números            | Título                 | Autoría         | Tipo        | Procedencia |
| 1-                 | La esfera cúbica       | Josep Maria Beà | Serie       |             |
| 1-                 | Los profesionales      | Carlos Giménez  | Serie       |             |
| 1-6                | Maese Espada           | Adolfo Usero    | Serie       |             |
| 1-6                | C&K Especialistas ltd. | Alfonso Font    | Serie       |             |
| 1-5, 9-10, 13 y 18 | Nova-2                 | Luis García     | Serie       | "Totem"     |
| 2-                 | Black story'           | Rafa Estrada    |             |             |
| 6                  | Androstar              | Josep Maria Beà | Tomás Marco |             |

Pronto abandonarían  Giménez, Font y Usero, siendo publicada desde el número 7 por García y Beá Editores S.A., sociedad formada por Josep María Beá, Mari Carmen Vila y Luis García. Para cubrir las ausencias, Beà se multiplicaba en diferentes heterónimos, todos con diferente estilo y temática. Contó con la colaboración de algunos músicos, como Ramoncín, lo que animó a sus editores a lanzar otra revista, la titulada "'Rambla Rock'", que aunara rock y comix, pero que no aguantaría más de dos números.
| Números | Título                              | Autoría                                          | Tipo  | Procedencia |
| 7-      | Las raíces de la guerra de Argelia  | Felipe Hernández Cava, Adolfo Usero, Luis García | Serie |             |
| 7-      | La Muralla                          | Josep Maria Beà                                  | Serie |             |
| 10-     | El barón Braün Systan               | Lolo                                             | Serie |             |
| 11-16   | Peter Parovic: Cadáveres de permiso | El Cubri                                         | Serie |             |
| 13-     | Pepa                                | Alfonso López                                    | Serie |             |
| 13-     | Siete vidas                         | Josep Maria Beà                                  | Serie |             |
| 15-     | Manos Kelly: La guerra Cayuso       | Antonio Hernández Palacios                       | Serie |             |
| 15-     | Way to the hell                     | Joan Mundet                                      | Serie |             |
| 16-     | El estado de Joey                   | Sánchez Zamora                                   | Serie |             |
| 16-     | Sataka                              | Luis Royo                                        |       |             |
| 16-18   | El evento de Alamogordo             | Curro Astorza                                    |       |             |
| Extra-  | Mort Cinder                         | Héctor G. Oesterheld/Alberto Breccia             | Serie | "Misterix"  |

En el número 24 Josep Maria Beá abandonó la revista y vendió sus acciones a la empresa. El abandono del autor catalán, que imprimía con sus talentosas historias la singularidad de Rambla, convirtió la revista en un producto muy convencional. Finalmente, Rambla fue editada por García desde el número 25 hasta el 35, con la colaboración administrativa de Mari Carmen Vila y Jaume Casas, editados por García y Beá Editores S.A. hasta el número 31 y por Ediciones Rambla, S.A. hasta el número 35 que entró en quiebra. 
| Números | Título                      | Autoría                  | Tipo  | Procedencia |
| 26-     | Las crónicas del Sin Nombre | Víctor Mora, Luis García | Serie |             |
| 28-     | Espaciogonia                | Herikberto               |       |             |
| 31-     | Casanova                    | Guido Crepax             |       |             |
| 33-     | Doonesbury                  | Garry Trudeau            | Serie |             |
| 33-     | Anita                       | Guido Crepax             |       |             |

A pesar de que su primer número consiguió vender 20.000 ejemplares, y en el noveno las ventas subieran a 40.000, la crisis de mediados de los 80 determinó el cierre de la revista Rambla y de otras revistas de cómic adulto, como las de Ediciones Metropol en 1983, Cairo y Creepy en su primera etapa (1985), El Papus (1987) o Dossier Negro (1988), además de la Editorial Bruguera (1986).

## Contenido
Algunas series publicadas en ella, fueron La esfera cúbica y La Muralla de Josep María Beá; Nova-2 (2ª parte) de Luis García; Peter Parovic (n.º 11 al 16, 1983) de El Cubri; Los Profesionales de Carlos Giménez; Clarke y Kubrick de Alfonso Font; El evento de Alamogordo de Curro Astorza, y las colaboraciones de Marika, Ventura y Nieto, Alfonso López, Ángel de la Calle, Luis Royo, Ana Juan, Ana Miralles, Antonio Hernández Palacios, Enric Sió, Lolo, Erikberto, Joan Mundet, Pascual Ferry, Manfred Sommer, Esteban Maroto, Fernando Fernández, Miguel Gallardo, Martí y Alberto Breccia, entre otros autores.

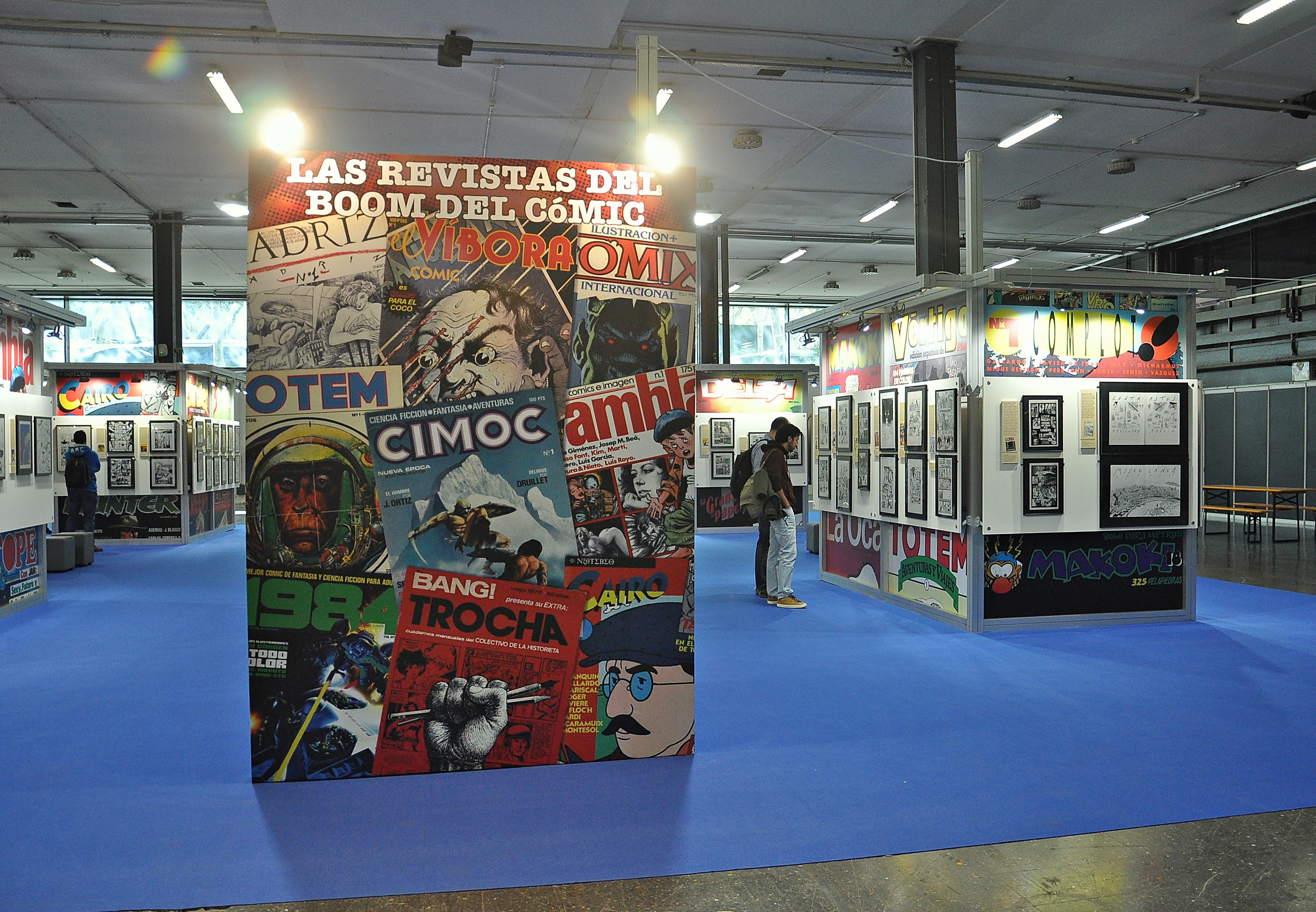
Imágenes de portadas de primeros números de revistas de historieta, en la ed. del 2018 del Salón de Barcelona; a media altura a la derecha, la del n.º 1 de Rambla.